# Салихов, Альберт Ильдусович
Альберт Ильдусович Салихов (тат. Альберт Илдус улы Салихов; род. 25 января 1962, Казань, Татарская АССР, СССР) — российский государственный и политический деятель. 
Депутат Государственной думы Федерального собрания Российской Федерации IV созыва, заместитель председателя Комитета по вопросам местного самоуправления. Член фракции «Единая Россия». Кандидат юридических наук.
Известен, прежде всего, как инициатор тяжбы с Мусульманским кладбищем в Казани и как фигурант уголовного дела во время пребывания на посту руководителя управления градостроительных разрешений исполкома Казани.

## Биография
Альберт Салихов родился 25 января 1962 года городе Казань Татарской АССР в семье рабочих. С 1979 по 1980 год работал техником в Казанском авиационном институте. В 1980–1982 годах проходил службу в зенитно-ракетных войсках Советской армии, а с 1982 по 1986 год в министерстве внутренних дел Татарской АССР. 
В 1989 году окончил юридический факультет Казанского государственного университета им. В.И. Ульянова-Ленина. Получив диплом, в 1990 году избран судьёй Пестречинского районного суда Республики Татарстан.
С 1994 года заместитель генерального директора, затем, с 1995 года, генеральный директор ЗАО «Международный коммерческий союз».
В 1998–1999 годы работал помощником главы администрации города Казани по внешним связям. С 1999 по 2003 год заместитель главы администрации Нижнекамска.
В 2003 году избран депутатом Государственной Думы Федерального собрания Российской Федерации IV созыва по списку «Единой России». Избран по Нижнекамскому одномандатному избирательному округу № 26. В думе был заместителем председателя Комитета по вопросам местного самоуправления.
В сентябре 2008 года назначен советником Министра внутренних дел Республики Татарстан по организации работы с органами государственной власти Российской Федерации. 16 июля 2009 года постановлением руководителя исполнительного комитета Казани Альберт Салихов назначен начальником Управления градостроительных разрешений Казани. 9 апреля 2016 года по собственному желанию покинул пост руководителя.

## Законотворческая деятельность
С 2003 по 2007 год, в течение исполнения полномочий депутата Государственной Думы IV созыва, выступил соавтором 3 законодательных инициатив и поправок к проектам федеральных законов.

## Тяжба с Мусульманским кладбищем в г. Казани
В 2012 году руководитель управления градостроительных разрешений исполкома Казани Альберт Салихов, похоронив своего отца на мусульманском кладбище, находящемся в ведении мухтасибата Казани, вопреки религиозным установлениям водрузил на его могилу надгробие с фотографией. Самоуправные действия А.Салихова встретили возражение со стороны руководства кладбища и Мечети Марджани как учредителя. Это послужило основанием для многочисленных судебных исков и заявлений в прокуратуру, инициированных А.Салиховым.
При молчаливой поддержке руководства города были сделаны попытки приостановить захоронения на мусульманском кладбище. В свою очередь, появились многочисленные публикации и письма в различные инстанции, прошли пикеты мусульманской общественности. В 2016 году Салихов стал фигурантом отдельного уголовного дела по делу о мошенничестве при застройке нового жилого комплекса в г. Казани. В том же году начальник управления градостроительных разрешений исполкома Казани Альберт Салихов ушел в отставку с формулировкой "по состоянию здоровья".